# Javorník nad Veličkou zastávka
Javorník nad Veličkou zastávka je železniční zastávka, která se nachází v jižní části katastru obce Velká nad Veličkou v blízkosti obce Javorník, okres Hodonín, Jihomoravský kraj. Leží v km 48,233 jednokolejné železniční trati Veselí nad Moravou – Nové Mesto nad Váhom mezi stanicemi Velká nad Veličkou a Vrbovce.

## Dřívější názvy
- 1927–1939 Javorník nad Veličkou
- 1939–1945  Jawornik Haltestelle / Javorník zastávka
- 1945–dosud Javorník nad Veličkou zastávka[1]

## Popis zastávky
V zastávce je jedno vnější jednostranné nástupiště o délce 50 m, nástupní hrana je ve výšce 550 mm nad temenem kolejnice. Přístup na zastávku je z místní komunikace přes mostek a rampu.
V zastávce je označovač jízdenek IDS JMK, papírový jízdní řád, nejsou zde poskytovány žádné služby pro cestující, cestujícím slouží přístřešek, není zde staniční rozhlas, přístup k zastávce je po asfaltové cestě do kopce, není zde žádná návazná doprava. V zastávce se neprodávají jízdenky, odbavení cestujících probíhá ve vlaku.

## Provoz osobní dopravy
Vlaky ČD a zastávka byly v roce 2023 součástí integrovaného dopravního systému IDS JMK jako linka S91. V roce 2023 zastávku obsluhovaly pravidelné osobní vlaky Českých drah (ČD) ve směrech Hodonín, Rohatec, Strážnice, Velká nad Veličkou, Veselí nad Moravou ve zhruba dvouhodinovém intervalu. V zastávce rovněž pravidelně zastavovaly vlaky ČD ve směru z/do Vrbovců a Myjavy.